# 田尻スカイブリッジ
田尻スカイブリッジ（たじりスカイブリッジ）は、大阪府田尻町にある、田尻漁港を跨ぐ全長338.1mの斜張橋（大阪府道63号泉佐野岩出線）。
大阪府がりんくうタウンの地区内道路として整備し、1994年（平成6年）に供用開始した。

## 概要
橋の両側に遊歩道があり徒歩で渡ることができ、橋の中央主塔の足元にある展望スペースからは日本の夕陽百選にもあるマーブルビーチの夕陽や沖合い5kmにある関西国際空港を飛行機が離着陸する様子、りんくうタウンの市街などを見渡すことができ、同地域のビューポイントになっている。また逆にこの橋自身も周辺の中でロケーションシンボルのひとつである。
すぐ南にある泉南マリンブリッジとともに、遊歩道が泉州国際市民マラソンのコースとして設定されている。折り返しも含めて計4度の橋越えとなり、コース上の難所となっている。
- 形式：2径間連続プレストレスト・コンクリート斜張橋
  - 同形式の橋梁としては、国内第3位の支間長[1]
- 橋長：338.1m
- 支間長：最大168.5m
- 幅員：21.5m~26.3m（往復4車線、両側歩道）
- 橋脚：コンクリート
- 完成：1994年（平成6年）
- 主塔：高さ110m、H型
- ケーブル形式‐2面15段（ハープ型配置）
- 施工：鹿島・大林・住友・ピーエス・白石建設共同企業体